# Бюджет организации
Бюджет организации — календарный план доходов и расходов организации, сформулированный в стоимостных и количественных величинах для принятия решений, планирования и контроля в процессе управления деятельностью компании. Бюджет организации составляется в натуральном и/или денежном выражении и определяет потребность компании в ресурсах, необходимых для получения прогнозируемых доходов.

## Виды бюджетов
Существует два основных вида бюджета:
- Операционный бюджет включает в себя бюджет доходов и расходов, базой для разработки которого являются следующие бюджеты: бюджет производства, бюджет продажи продукции, прочих доходов, затрат на материалы и энергию, бюджет оплаты труда, амортизационных отчислений, общехозяйственных и общепроизводственных расходов, бюджет расходов по налогам (в зависимости от налога может включаться в общехозяйственные расходы).
- Финансовый бюджет состоит из четырёх финансовых документов:

1. прогноз отчёта о финансовых результатах
2. прогноз отчёта о движении денежных средств
3. прогноз бухгалтерского баланса
4. прогноз движения собственного капитала

## Типы бюджетов
- Бюджет, составленный снизу вверх, предусматривает сбор бюджетной информации от исполнителей к руководителям нижнего уровня и далее – к руководству организации.
- Бюджет, составленный  сверху вниз, требует от руководства компании чёткого понимания основных особенностей организации и способность формировать реалистичный прогноз на рассматриваемый период.

## Классификация бюджетов
Классификация бюджетов в организации имеет такую форму:
- Долгосрочные (от полугода до 1 года) и краткосрочные (неделя, 10 дней, месяц, квартал). При этом долгосрочные бюджеты являются первичными по отношению к краткосрочным, потому что именно на их основе составляется краткосрочный бюджет. Однако управляем предприятием мы через бюджет краткосрочный, потому что именно он дает нам критерии для принятия текущих решений, и на основании анализа именно его исполнения мы принимаем решения о корректировке долгосрочных бюджетов или даже целей компании. Поэтому в дальнейшем под «бюджетным управлением» мы будем понимать управление предприятием посредством или при помощи краткосрочных бюджетов. Долгосрочный бюджет не может быть слишком детальным, но должен дать ориентиры основных показателей — объемов, прибыли, инвестиций — и позволить определить стратегию компании в части финансирования. В отличие от бюджета карта системы сбалансированных показателей является предельно детальным документом.
- Постатейные бюджеты — предусматривают жесткое ограничение суммы по каждой статье расходов, без возможности переноса в другую статью
- Бюджеты с временным периодом — на конец периода по бюджету остаток средств не переносится на следующий период.
- Гибкие и статические бюджеты — находятся вне зависимости от объемов производства. Гибкие ставятся в зависимость от параметра, который характеризует объем производства или продаж
- Преемственные бюджеты (имеет определённый шаблон, который при очередном бюджетировании лишь вносятся коррективы, отражающие текущие изменения по сравнению с устоявшимся процессом) и бюджеты с нулевым уровнем (бюджет, который каждый раз составляется заново, т.е. с нуля)
- Профицитные (доходы превышают расходы), дефицитные (расходы превышают доходы) и сбалансированные.
- Федеральный бюджет, бюджет субъекта, местный бюджет и консолидированный бюджет (это свод бюджетов всех уровней на определенной территории, необходимый для дальнейшего планирования).